# Pavol Penksa
Pavol Penksa (Spišská Nová Ves, 7 novembre 1985) è un ex calciatore slovacco, di ruolo portiere.

## Carriera
In carriera ha giocato complessivamente 57 partite nella prima divisione slovacca.

## Palmarès

### Club

#### Competizioni nazionali
- Supercoppa di Slovacchia: 1

Ružomberok: 2006